# リーリャ・ジルベルシュテイン
リーリャ・エフィモヴナ・ジルベルシュテイン（Лилия Ефимовна Зильберштейн / Lilya Efimovna Zilberstein、1965年4月19日 - ）は、旧ソ連出身のドイツのピアニスト。リリヤ・ジルベルシュタインとも表記する。

## 人物
旧ソ連のモスクワ生まれ。1971年からグネーシン音楽大学に学ぶ。1987年にボルツァーノのブゾーニ国際ピアノコンクールに優勝して国際的な注目を集めた。1988年に卒業後まもなくイタリアに演奏旅行を行い、フィレンツェ歌劇場にてデビューを果たす。ドイツ・デビューはミュンヘンで頂点を飾った。その後はハンブルクに定住して、ソリストとして演奏活動や録音活動を追究している。また、クラウディオ・アバドやマルタ・アルゲリッチ、マキシム・ヴェンゲーロフらとも共演してきた。
ショパンやムソルグスキー、グリーグ、ラヴェルなどの華麗な書法によるピアノ曲をレパートリーに収める一方で、より内面的な作品を好むといい、そのためブラームスやラフマニノフ、メトネル、ショスタコーヴィチを得意としている。また、タネーエフの《前奏曲とフーガ 嬰ト短調》は、ブゾーニ・コンクールでの優勝以来、ジルベルシュテイン定番の十八番として知られる。